# Missing time
Missing time (tradotto "Tempo mancante") è un fenomeno oggetto di dibattiti tra gli ufologi di tutto il mondo, in connessione con famigerati incontri ravvicinati con gli UFO e rapimenti da parte di entità biologiche extra-terrestri.
Il termine "tempo mancante" si riferisce a una lacuna nella memoria di un soggetto, relativa ad un determinato periodo di tempo, da alcuni minuti ad alcuni giorni di lunghezza.

## Descrizione di un Missing time
Secondo le affermazioni di alcuni ufologi, certi soggetti ricorderebbero di avere vissuto una situazione strana (es. avvistamento di un UFO) ad una determinata ora; più tardi, controllando l'orologio, non riuscirebbero a ricordarsi cosa hanno fatto nel tempo trascorso. Mediante sedute di ipnosi regressiva, i soggetti che dichiaravano di avere lacune temporali sarebbero riusciti a recuperare gran parte dei propri ricordi divenuti inaccessibili.
Diversi ufologi, ricercatori e psicologi fautori dei rapimenti alieni sostengono che le testimonianze di persone originarie da ogni parte del globo, che tra loro non si conoscono e che non hanno alcuna preparazione in merito, presentano molte similitudini, il che statisticamente confermerebbe che il missing time è un fenomeno reale.
Un individuo può descrivere di trovarsi inizialmente in un qualunque luogo o mezzo di trasporto: il tempo mancante si realizza nel momento in cui l'ipotetico rapito si ritrova nel medesimo luogo d'origine ma più avanti nel tempo, senza rammentare cosa sia successo in quell'arco di tempo passato. In pratica, il soggetto ricorda l'inizio e la fine dell'episodio, ma presenta un'amnesia per quanto riguarda la parte centrale di esso. Può anche capitare che il soggetto veda un UFO in un luogo e successivamente in un luogo diverso, senza rendersi conto non solo del tempo trascorso, ma anche di come sia arrivato in quel luogo; questo fenomeno correlato al missing time è detto jump location (salto di luogo).
Alcuni ufologi precisano comunque che un'esperienza di missing time non implica necessariamente che una persona sia stata rapita da una forma di vita aliena, ma può rappresentare un indizio per coloro che hanno motivo di credere di essere stati rapiti.

## Teorie ufologiche
Le teorie sviluppate dagli ufologi per spiegare il fenomeno sono molteplici. La più semplice sostiene che gli alieni sarebbero in grado di rimuovere il ricordo del rapimento dalla memoria cosciente ma non dal subconscio, per cui il ricordo può emergere con l'ipnosi; ci si chiede però come mai una specie aliena progredita non sia in grado di eliminare il ricordo in modo completo. Altri ritengono che sarebbe lo stesso soggetto a rimuovere inconsciamente l'esperienza perché traumatica.
Secondo altri ufologi, il missing time sarebbe invece la prima fase che attuerebbero le entità aliene nello svolgimento di un rapimento: la tecnologia aliena sarebbe così avanzata da poter agire sul continuo spazio-tempo e quindi deliberatamente bloccarlo per prelevare l'individuo. La teoria del blocco del tempo non è però scientificamente dimostrata.

## Cause scientifiche
La scienza associa questo fenomeno a problemi mentali di tipo psicotico, o di rimozione auto-forzata di un ricordo traumatico (reale o immaginario) che la psiche non può sopportare; anche le droghe portano a stati allucinogeni dove il soggetto può arbitrariamente immaginare qualunque cosa, come in questo caso un rapimento alieno. Le similitudini nei racconti dei testimoni dipenderebbero dalla comune struttura della mente umana.
La sensazione di tempo mancante può essere connessa anche al fenomeno della dissociazione, che può capitare anche nella vita quotidiana quando il cervello è occupato a svolgere compiti monotoni e ripetitivi; ad esempio, quando si guida in autostrada si può avere un calo dell'attenzione cosciente, per cui non ci si accorge di avere superato uno svincolo.